# Johann-Sebastian-Bach-Straße (Weimar)

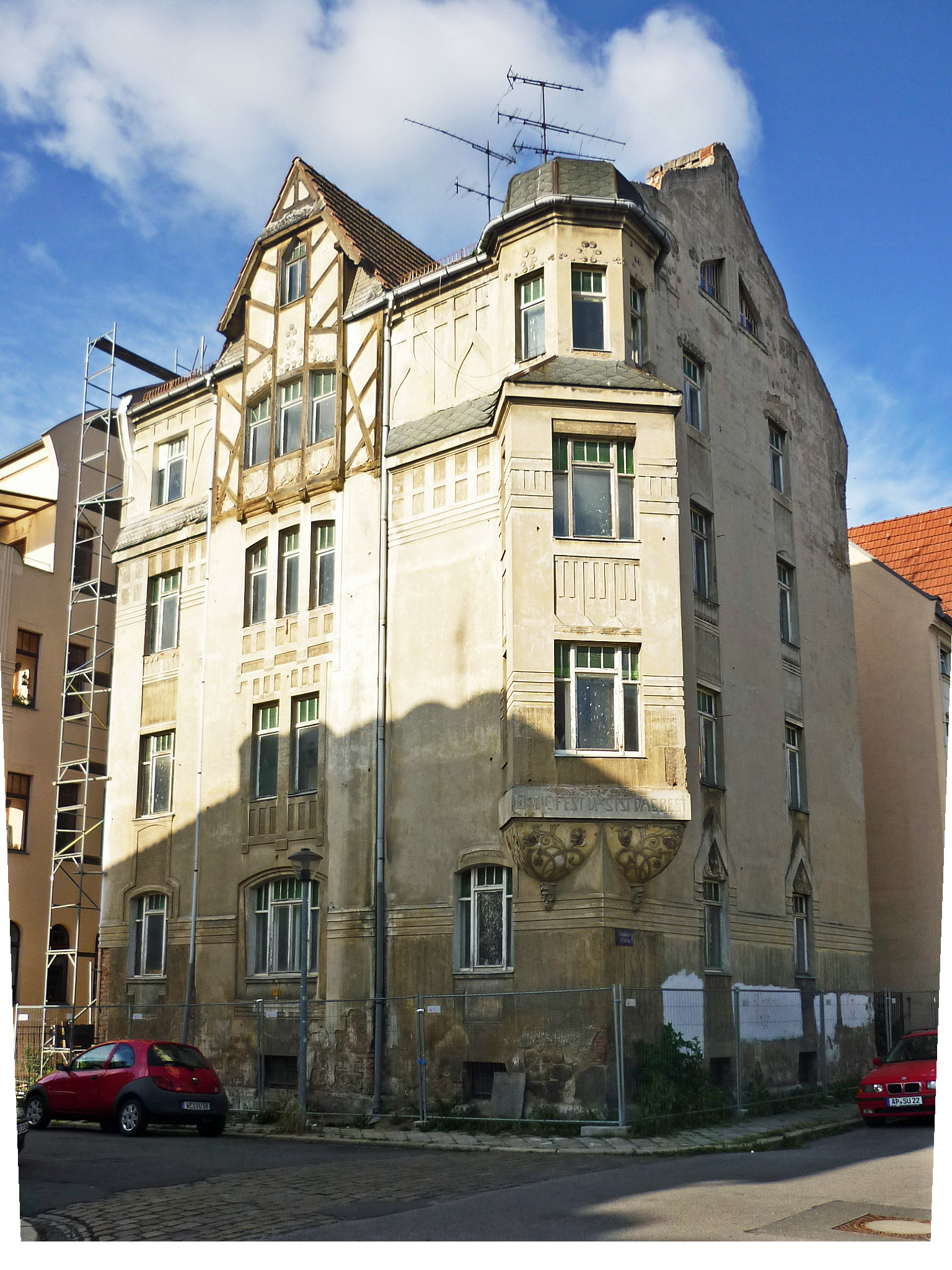
Johann-Sebastian-Bach-Straße 7

Die Johann-Sebastian-Bach-Straße, benannt nach dem berühmten Komponisten Johann Sebastian Bach, liegt in der Weimarer Westvorstadt. Sie ist eine Anliegerstraße. Sie liegt zwischen der Pfeifferstraße und der Erfurter Straße.
In dem Bereich Brahmsstraße/Johann-Sebastian-Bach-Straße wurden steinzeitliche Gräberfelder gefunden. In der Hausnummer 3 wohnte der Komponist Arthur Rösel.
Die Johann-Sebastian-Bach-Straße steht mit den Hausnummern 1–9 auf der Liste der Kulturdenkmale in Weimar (Sachgesamtheiten und Ensembles). Das Wohnhaus Johann-Sebastian-Bach-Straße 7 im Jugendstil steht zudem auf der Liste der Kulturdenkmale in Weimar (Einzeldenkmale).